# Chinley
Chinley är en ort i Storbritannien.   Den ligger i grevskapet Derbyshire och riksdelen England, i den södra delen av landet, 240 km nordväst om huvudstaden London. Chinley ligger 208 meter över havet och antalet invånare är 1 635.
Terrängen runt Chinley är huvudsakligen kuperad, men åt sydost är den platt. Chinley ligger nere i en dal. Runt Chinley är det ganska tätbefolkat, med 129 invånare per kvadratkilometer. Närmaste större samhälle är Stockport, 16,4 km nordväst om Chinley. Trakten runt Chinley består i huvudsak av gräsmarker.